# Cinetone Filmstudio's Amsterdam

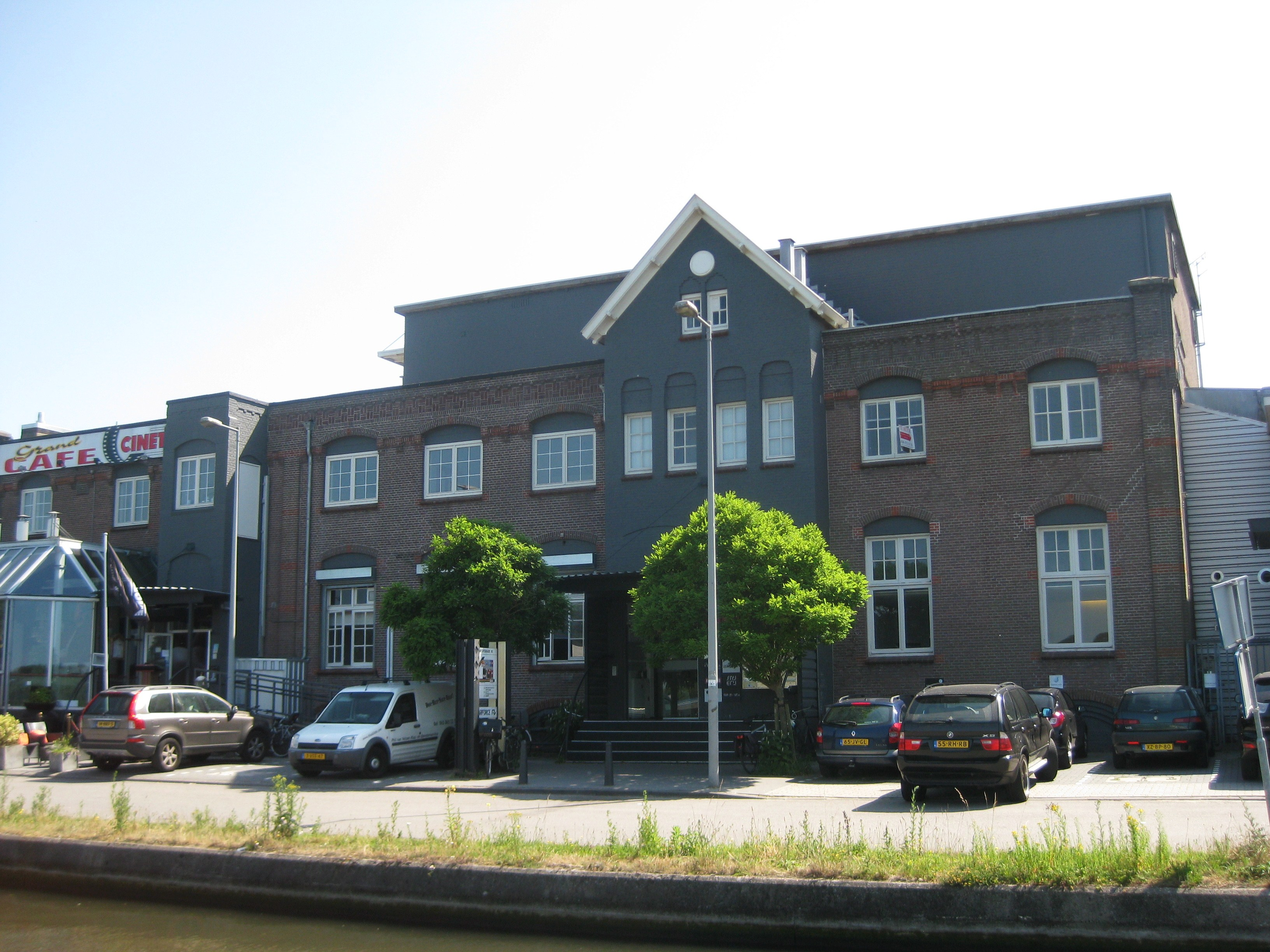
Het pand van de voormalige Cinetone Filmstudio's

De Cinetone Filmstudio's in Amsterdam aan de Duivendrechtsekade werden in 1933 opgericht door Isodoor en Jules Biederman op destijds het grondgebied van de gemeente Duivendrecht. 
Beide heren hadden het gebouw onder de bedrijfsnaam Cinetone gekocht. Het gebouw werd onder leiding van architect Simon Vieyra omgebouwd van chemische fabriek Oranje tot de Cinetone Studio. Het pand van 36 bij 17 meter en drie etage bleef daarbij in cascovorm bestaan. Tegen het oorspronkelijke gebouw werd een nieuw gebouw aangezet met dezelfde afmetingen maar elf meter hoog. Er moest uiteraard speciale isolatie (om geluid van buiten naar binnen te dempen) toegepast worden. Bovendien moest het gebouw als studio ingericht worden met bijvoorbeeld een galerij voor de schijnwerpers en camera’s, voorts moest de akoestiek. Naast dat het als een filmstudio is gebouwd konden er ook plaatopnamen gemaakt worden.
De Cinetone Studio's kwamen bekend te staan als Hollands Hollywood. In 1938 ging de studio onder de broers Biederman failliet. Zij konden de boel verkopen aan M. Wolff uit Den Haag. Tot en met 1940 werden er 21 Nederlandse speelfilms geproduceerd. De Cinetone Studio's kwamen op 30 juni 1940 in Duitse handen. N.V. Filmmaatschappij Cinetone werd op 1 april 1942 tot UFA Filmstadt Amsterdam omgedoopt. Tijdens de bezetting werden er gedurende de periode september van dat jaar tot september 1944 17 films geproduceerd, met Nederlandstalige nazi-propagandafilms, zoals Rembrandt in 1942. Direct na Dolle Dinsdag werden de studio's door de bezetter leeggeroofd en werd alle apparatuur naar Duitsland afgevoerd. De lege gebouwen werden door de Staat der Nederlanden direct na de oorlog in beslag genomen. Het werd tijdelijk een onderkomen voor gevangen genomen officieren van de Grüne Polizei, en daarna door de Binnenlandse Strijdkrachten tot juli 1945 gebruikt als levensmiddelendepot.
In april 1948 werd de Stichting Nederlandse Filmstudio Cinetone opgericht en konden de studio's weer in gebruik genomen worden, maar de productie van speelfilms kwam niet echt van de grond. Door activiteiten die niets met film te maken hadden, zoals het bouwen van woonboten, kauwgomballenautomaten en het vervaardigen van tentoonstellingen, kon het bedrijf blijven bestaan. Tot in de jaren 80 kon het bedrijf nog blijven bestaan, dankzij de in 1956 door de Stichting Nederlandse Filmstudio Cinetone verstrekte subsidies, de oprichting van een kleurenlaboratorium en reclamefilmactiviteiten. In juni 1988 ging het bedrijf uiteindelijk failliet. 
Ten gevolge daarvan moesten de Cinetone Studio's sluiten. Toch bleek de reputatie groot genoeg voor een groep beleggers om de studio's nieuw leven in te blazen. Zij kochten de panden en onder de naam Amsterdam Studio's ging het Amsterdamse Hollywood verder. De studio's worden sindsdien voor de productie van reclamefilms gebruikt, en honderden reclamefilms voor bioscoop en televisie zijn er inmiddels gemaakt. In 2001 werden er nog opnamen gemaakt voor de speelfilm Enigma.
Behalve voor de productie van reclamefilms, worden de studio's ook gebruikt door onder andere de Nederlandse Opera, die er zijn repetities houdt. Ook organiseren de Amsterdam Studio's regelmatig allerlei evenementen, zoals bedrijfsevenementen en dansbijeenkomsten. De bijbehorende filmzaal is in 2010 omgedoopt tot Club Cinema Exclusive en wordt geëxploiteerd als privébioscoop en evenementenlocatie. De filmzaal is sinds mei 2021 omgebouwd tot Club Cinetone, een podium voor live jazz en thuis van Watch Live Jazz die alle concerten streamt.

## Films opgenomen in de Cinetone Studio's
Nederlandse films die tussen 1934 en 1940 zijn opgenomen bij Cinetone Studio's zijn:
- 1934 – De Jantjes
- 1934 – Op hoop van zegen
- 1934 – Het meisje met de blauwe hoed
- 1934 – Bleeke Bet
- 1934 – Malle gevallen
- 1934 – Blokkade
- 1935 – Suikerfreule
- 1935 – Op stap
- 1935 – De big van het regiment
- 1935 – De kribbebijter
- 1935 – Het leven is niet zoo kwaad
- 1935 – Kermisgasten
- 1936 – Jonge harten
- 1936 – Rubber
- 1936 – Komedie om geld
- 1936 – Amsterdam bij nacht
- 1937 – Pygmalion
- 1938 – Vadertje Langbeen
- 1939 – Morgen gaat 't beter
- 1939 – De spooktrein
- 1940 – Ergens in Nederland

17 Duitse films (Nederlandstalige nazi-propagandafilms) die er onder UFA Filmstadt Amsterdam zijn opgenomen in de periode 1940-1944 (in 1945 vonden er geen activiteiten meer plaats op cinematografisch gebied), waaronder:
- 1942 - Rembrandt

Nederlandse films die er zijn opgenomen na 1945:
- 1955 - Het wonderlijke leven van Willem Parel
- 1958 - Jenny (1958)
- 1960 - De zaak M.P.
- 1977 - Soldaat van Oranje (film)
- 1997 - Karakter
- 1984 - Ciske de Rat
- 1981 - de laatste scène uit de tv-serie De Zevensprong (de feestzaal van Gregorius)

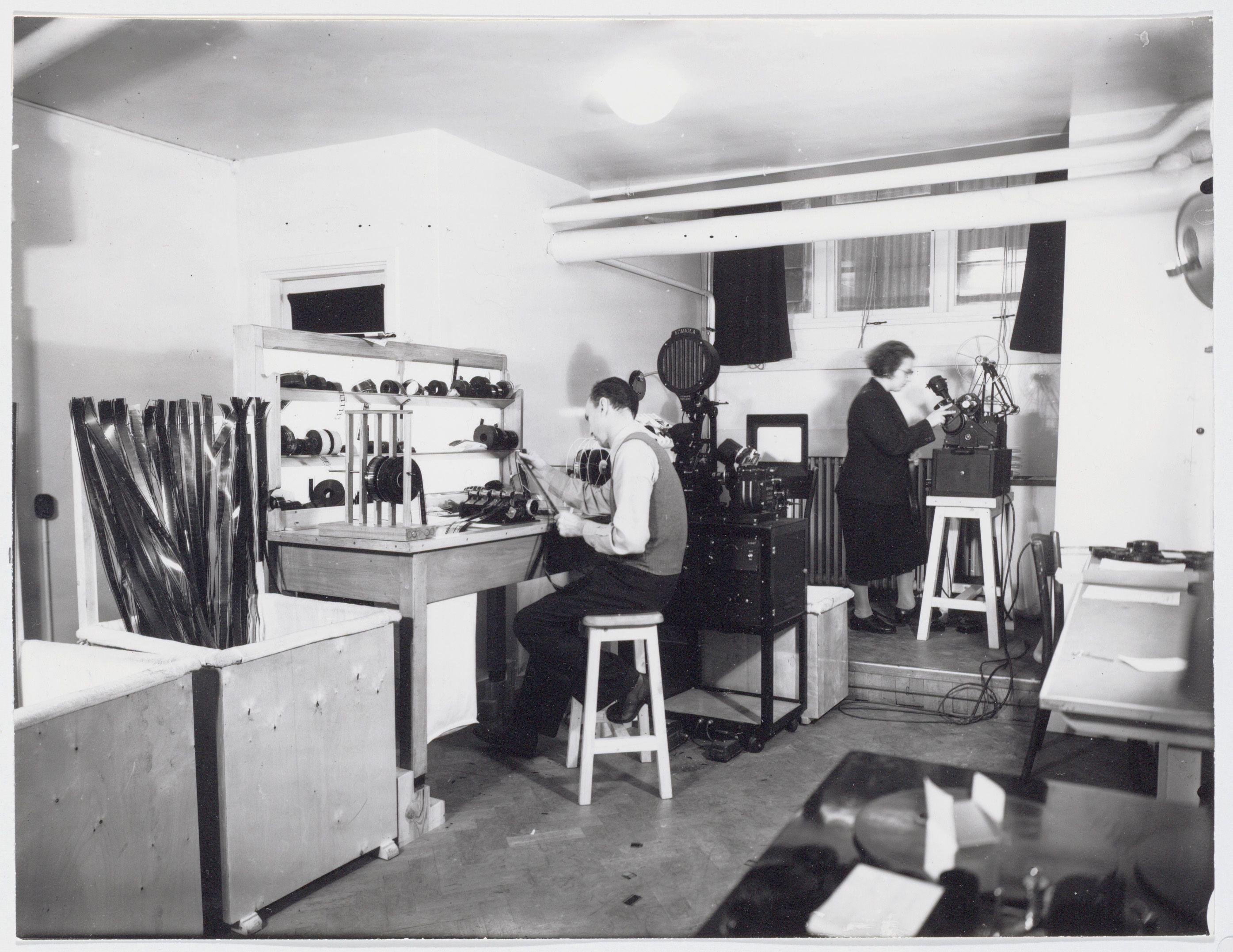
Filmlab in Cinetone (1948)
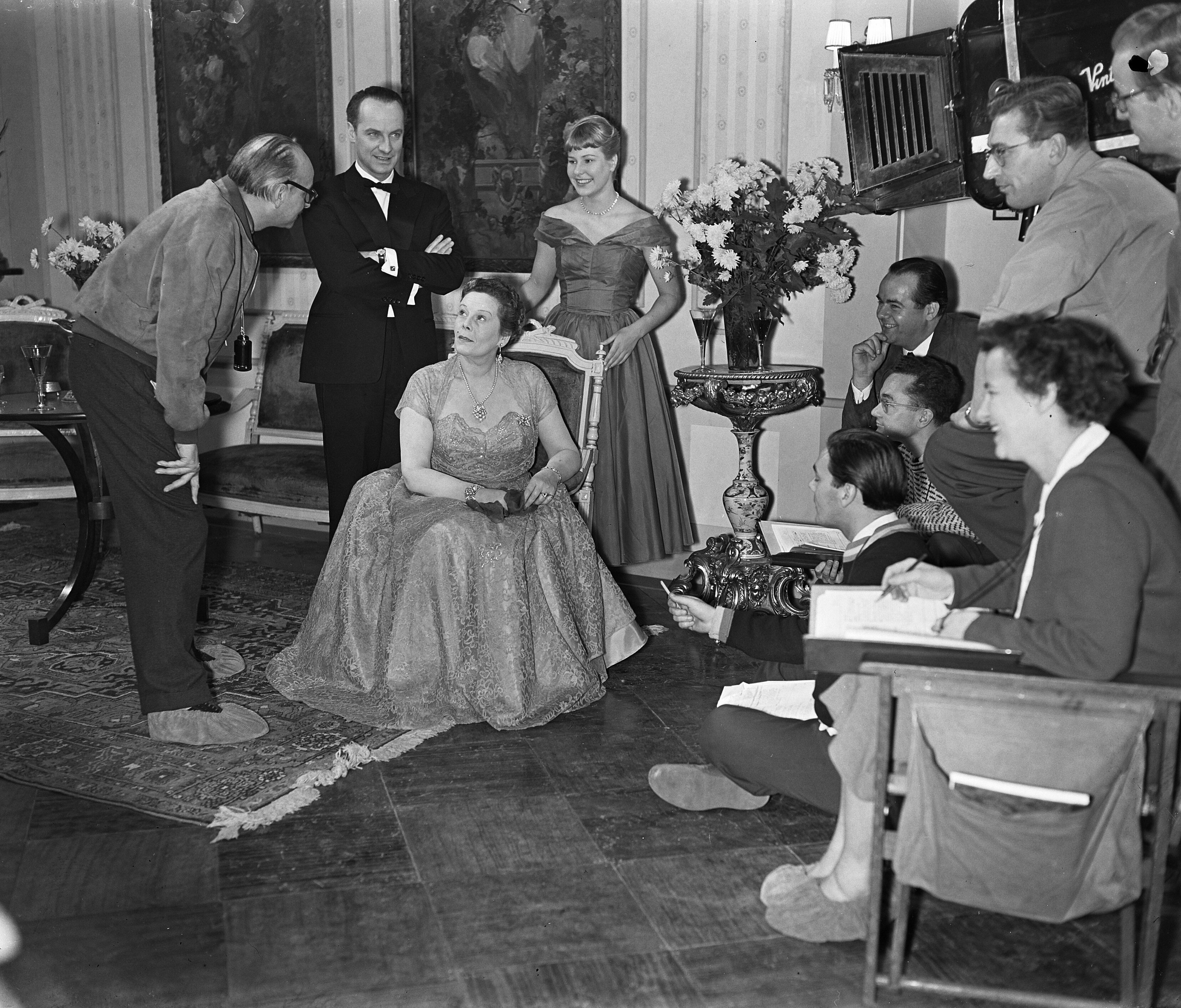
Willem Parel (1954)
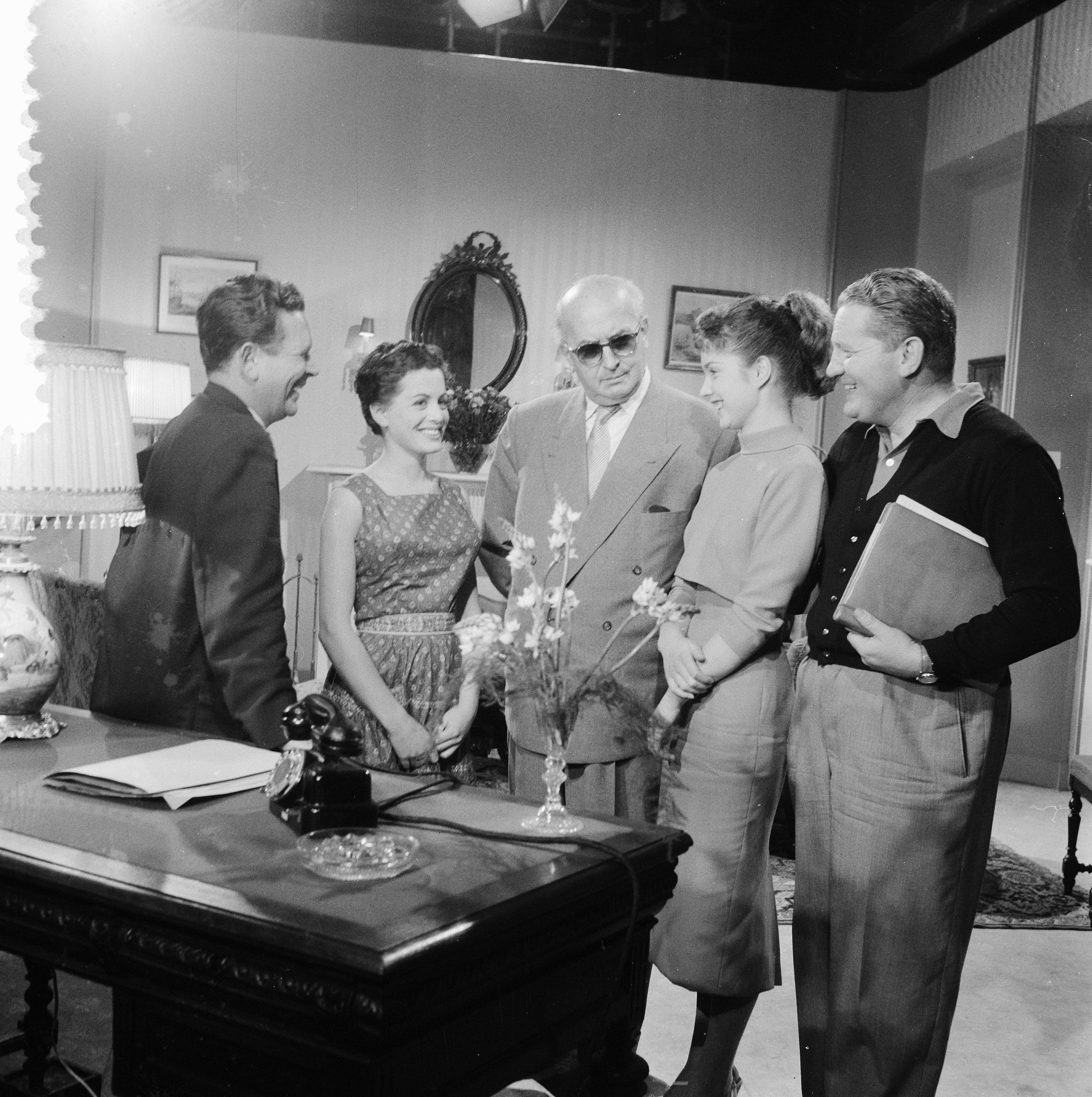
Jenny (eerste Nederl. kleurenspeelfilm, 1957)
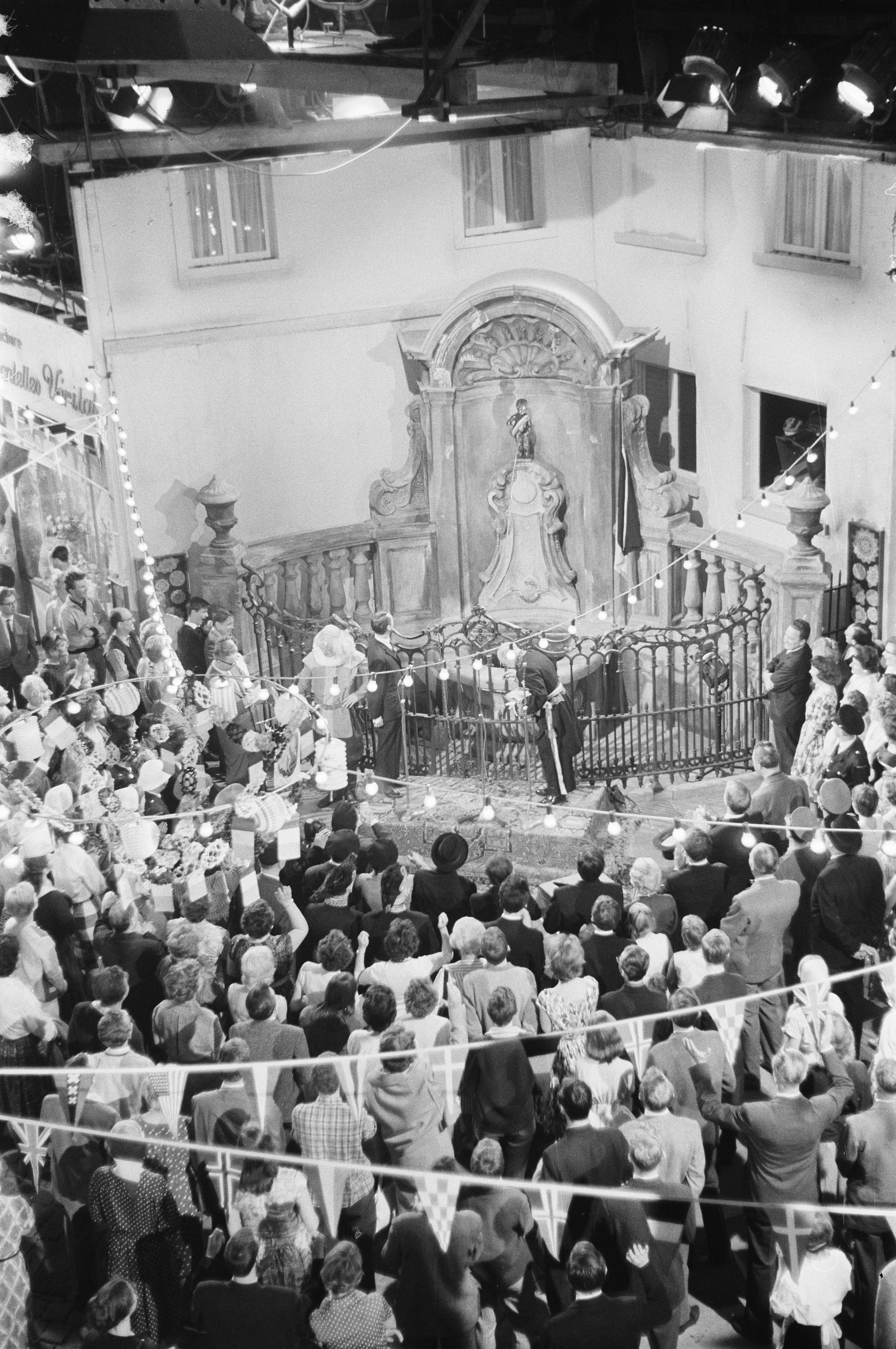
De zaak M.P. (1960)